# Metasia olbienalis
Metasia olbienalis là một loài bướm đêm trong họ Crambidae.